# کریستال دانگرفیلد
کریستال دانگرفیلد (انگلیسی: Crystal Dangerfield؛ زادهٔ ۱۱ مهٔ ۱۹۹۸) بازیکن بسکتبال اهل ایالات متحده آمریکا است.